# ARO
ARO var ett bilmärke från Rumänien. De tillverkade främst fyrhjulsdrivna bilar och har samarbetat med bland andra Renault och Daewoo, använt deras motorer.

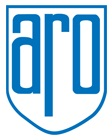
ARO:s logotyp.
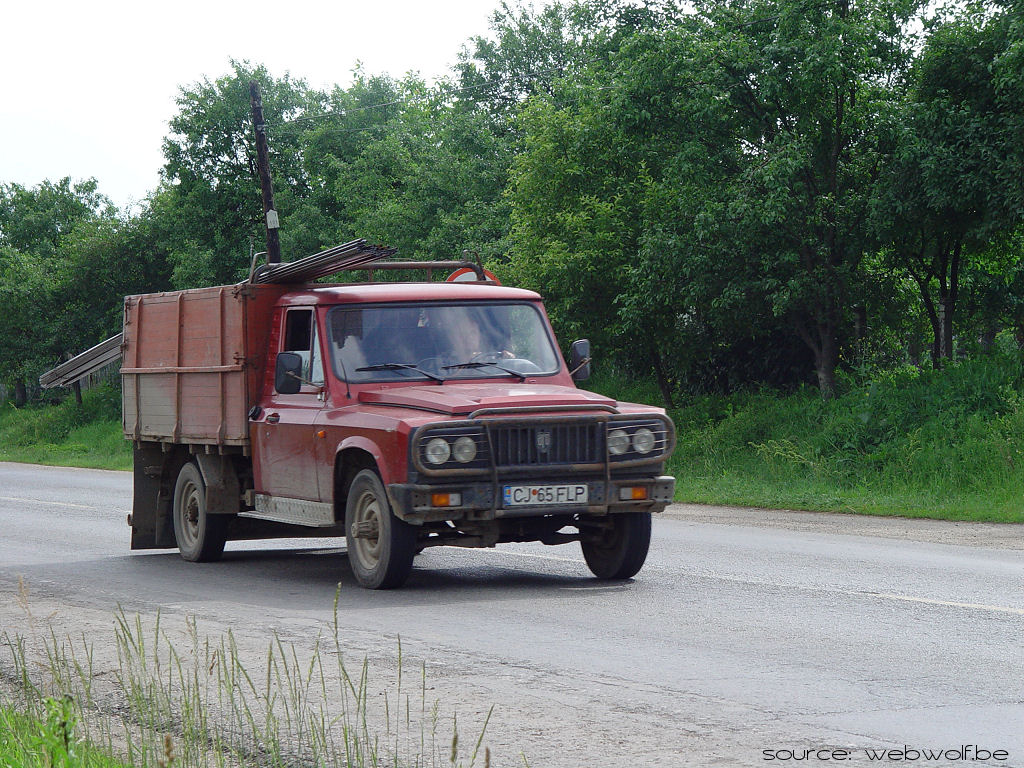
ARO 320.
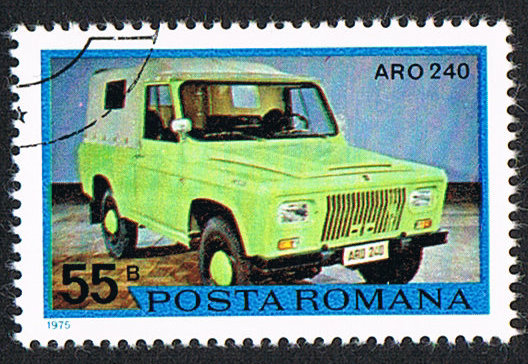
ARO 240.